# Денисов, Геннадий Иванович
Генна́дий Ива́нович Дени́сов (1928—2004) — советский и российский строитель. Почётный гражданин города Хабаровска (1997).

## Биография
Родился 19 декабря 1928 года в посёлке Переяславка, ныне района имени Лазо Хабаровского края. В 1930 году переехал с семьёй в Хабаровск.
В 1943 году, после окончания хабаровской школы-семилетки, поступил в ремесленное училище при заводе им. Молотова (ныне — завод «Дальдизель»), после окончания которого продолжил обучение в механическом техникуме, совмещая учебу с работой в литейном цехе завода, где изготавливал болванки для мин и снарядов.
В 1946 году поступил в Хабаровский строительный техникум. Во время производственной практики работал на строительстве рубероидного завода. После окончания техникума был распределён в строительное управление № 2 треста «Хабаровскстрой» в Комсомольске-на-Амуре, где в должности десятника, а затем — прораба возводил жилые дома и школы. Неоднократно отмечался благодарностями Министерства жилищного строительства РСФСР.
В 1954 г. Г. И. Денисов вернулся в Хабаровск, где перешёл на работу в строительное управление (УНР-852) треста № 35. Работал мастером, прорабом на строительстве масложиркомбината, трамвайного депо, множества жилых домов и других важных для города объектов. С 1970 года — инженер, начальник управления, а с 1973 года — управляющий треста «Жилстрой». На двух последних постах внёс значительный вклад в градостроительство, внедрил новые методы поточной поквартальной застройки города. Под руководством Г. И. Денисова в 1970-е гг. трест «Жилстрой» начал строительство жилых домов повышенной этажности (9-12-14 этажей). За время его руководства «Жилстроем» было построено 1 млн. 280 тыс. м². жилья с магазинами, предприятиями бытового обслуживания и коммунальным обустройством; комплекс городских водопроводных и очистных сооружений; городской канализационный коллектор с насосной станцией; более 40 детских садов, школ, училищ, техникумов. Были сданы в эксплуатацию Театр музыкальной комедии (ныне Музыкальный театр), кинотеатры «Сатурн» и «Хабаровск», краевая клиническая больница № 1, больница скорой медицинской помощи (ныне краевая клиническая больница № 2), несколько поликлиник, комплекс санатория «Уссури», Дом приёмов, ряд зданий для НИИ и проектных институтов, 1-я и 2-я очереди площади Славы; Дом моделей и много других объектов.
На протяжении 30 лет избирался депутатом Совета народных депутатов Центрального района Хабаровска.
1 марта 2000 года постановлением мэра Хабаровска П. Д. Филиппова включён в состав комиссии по рассмотрению кандидатов на соискание премии имени Якова Дьяченко, вручаемой мэром за особые заслуги перед городом.
Умер в январе 2004 года в Хабаровске.

## Награды
- орден Ленина[2]
- медаль «Ветеран труда»[2]
- медаль «В ознаменование 100-летия со дня рождения Владимира Ильича Ленина» (1970)[2]
- почётный гражданин Хабаровска (1997)[2]